# Kitami
Kitami (北見市; -shi) é uma cidade japonesa localizada na subprovíncia de Abashiri, na província de Hokkaidō.
Em 2003 a cidade tinha uma população estimada em 111 593 habitantes e uma densidade populacional de 265,02 h/km². Tem uma área total de 421,08 km².

Recebeu o estatuto de cidade a 10 de Junho de 1942.

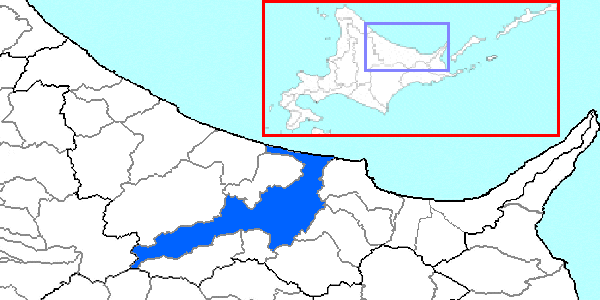

## Cidades-irmãs
- Elizabeth, EUA
- Poronaysk, Rússia
- Jinju, Coreia do Sul
- Barrhead, Canadá